# 射影几何
在數學裡，投影幾何（英語：projective geometry）研究在投影變換下不變的幾何性質。與初等幾何不同，投影幾何有不同的設定、射影空间及一套基本幾何概念。直覺上，在一特定維度上，投影空間比歐氏空間擁有「更多」的點，且允許透過幾何變換將這些額外的點（稱之為無窮遠點）轉換成傳統的點，反之亦然。
投影幾何中有意義的性質均與新的變換概念有關，此一變換比透過變換矩陣或平移（仿射變換）表示的變換更為基礎。對幾何學家來說，第一個問題是要找到一個足以描述這個新的想法的幾何語言。不可能在投影幾何內談論角，如同在歐氏幾何內談論一般，因為角並不是個在投影變換下不變的概念，如在透視圖中所清楚看到的一般。投影幾何的許多想法來源來自於對透視圖的理論研究。另一個與初等幾何不同之處在於，平行線可被認為會在無窮遠點上交會，一旦此一概念被轉換成投影幾何的詞彙之後。這個概念在直觀上，正如同在透視圖上會看到鐵軌在水平線上交會一般。有關投影幾何在二維上的基本說明，請見投影平面。
雖然這些想法很早以前便已存在，但投影幾何的發展主要還是到19世紀才開始。大量的研究使得投影幾何變成那時幾何的代表學科。當使用複數的坐標（齊次坐標）時，即為研究複投影空間之理論。一些更抽象的數學（包括不變量理論、代數幾何義大利學派，以及菲利克斯·克萊因那導致古典群誕生的愛爾蘭根綱領）都建立在投影幾何之上。此一學科亦吸引了許多學者，在綜合幾何（synthetic geometry）的旗幟之下。另一個從投影幾何之公理化研究誕生的領域為有限幾何。
投影幾何的領域又可細分成許多的研究領域，其中的兩個例子為投影代數幾何（研究投影簇）及投影微分幾何（研究投影變換的微分不變量）。

## 概述

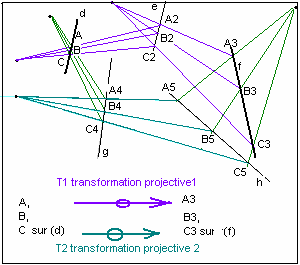
投影幾何的基本理論

投影幾何是一種沒有度量的幾何形式，這意味著投影幾何不具有距離的概念。在二維空間裡，投影幾何從點與直线的配置開始研究。在此一少許的設定中，吉拉德·笛沙格與其他人在研究透視圖的原則之中，發現了投影幾何一些有趣的幾何性質。在更高維空間裡，則可考慮超平面，及具有對偶的其他線性子空間。對對偶最簡單的描述，可參考投影平面中，「兩個不同的點可決定唯一條線」（即通過兩點的線）以及「兩條不同的線可決定唯一個點」（即兩條線的交點），這兩個命題所擁有的相同結構。投影幾何亦可被視為只使用直尺建構的幾何。因為投影幾何排除了圓規的建構，所有不存在圓、角、量測、平行及其他中間的概念。可以理解，在投影幾何內成立的定理都是較為簡單的陳述。例如，各種圓錐曲線在（複數）投影幾何中都是相等的，且一些與圓有關的定理可被視為這些較一般之定理的特例。
19世紀初期，讓-維克托·彭賽列及拉札爾·卡諾等人讓投影幾何成為數學的一門獨立領域。投影幾何嚴格的理論基礎由卡爾·馮·施陶特建立，並由朱塞佩·皮亞諾、瑪利歐·派埃利（Mario Pieri）、亞力山卓·帕多阿（Alessandro Padoa）及基諾·法諾（Gino Fano）於19世紀末完備。投影幾何與仿射幾何及歐氏幾何，都可以由菲利克斯·克萊因的愛爾蘭根綱領中建構起來；投影幾何以在投影群的變換下不變為其特徵。
在大量的定理完成之後，投影幾何的基礎因此變得清晰。重合結構及交比都是在投影變換下的基本不變量。投影幾何可利用仿射平面（或仿射空間）加上在無窮遠的一條線（超平面）進行建模，並將此線（或超平面）視為「一般」。以解析幾何風格做出投影幾何的代數模型，會用到齊次坐標。另一方面，公理化的研究亦揭露了非笛沙格平面的存在，可用來證明關聯公理可由不能透過齊次坐標系統推導之結構（只在二維上）建模。

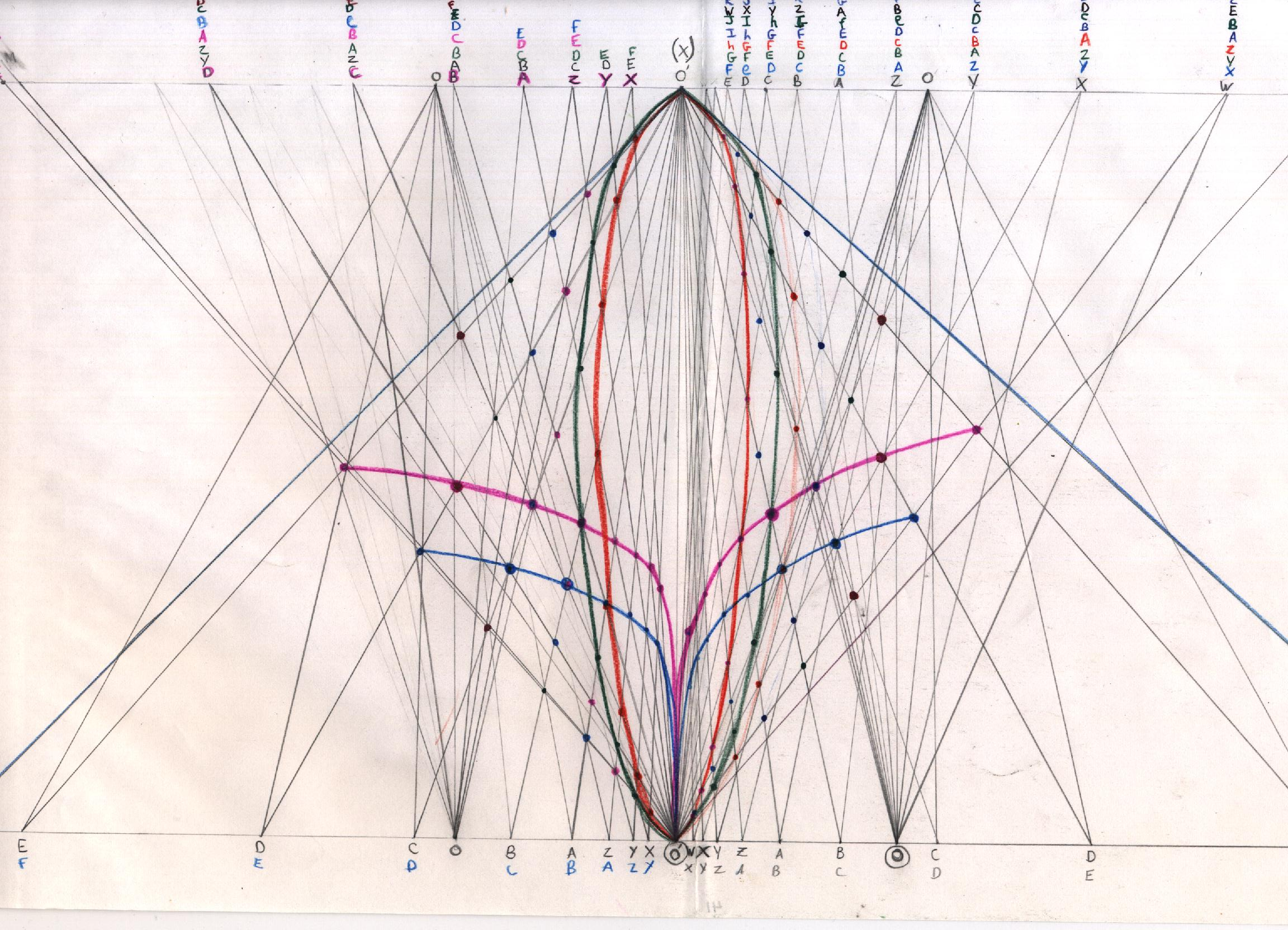
Growth measure and the polar vortices. Based on the work of Lawrence Edwards

基本上，投影幾何及有序幾何因為包含的公理最少，可被視為是基本的，且可作為仿射幾何與歐氏幾何的基礎。投影幾何不是「有序」的，所以兩者是完全不同的幾何基礎。

## 歷史
第一個具投影性質的幾何性質於公元3世紀由帕普斯所發現。菲利波·布魯內萊斯基（1404年-1472年）於1425年開始研究透視的幾何結構（對於美術如何推動大部分投影幾何的發展，可參見透視圖的歷史）。約翰內斯·克卜勒（1571年-1630年）及吉拉德·笛沙格（1591年-1661年）獨立發展出「無窮遠點」這個重要概念。笛沙格概括消失點的用途，納入無窮遠時的情形，發展出建構透視圖的另一種方法。他讓平行線確實平行的歐氏幾何成為所有可能的幾何系統都會有的特例。笛沙格對圓錐曲線的研究吸引了當時16年的布萊茲·帕斯卡之注意，並協助他公式化帕斯卡定理。加斯帕爾·蒙日於18世紀末、19世紀初作出的研究對投影幾何的後續發展非常重要。笛沙格的工作一直被世人忽視，直到米歇爾·沙勒於1845年偶然發現了一本手抄本。同時，讓-維克托·彭賽列於1822年發表了投影幾何的基礎論述。彭賽列將物件的投影性質分離成不同類型，並建立起度量性質與投影性質之間的關係。非歐幾何被發現之後不久，被證明擁有模型，如與投影幾何有關之雙曲空間內的凱萊-克萊因模型。
19世紀初期，投影幾何是解析幾何邁向代數幾何的敲門磚。當透過齊次坐標處理時，投影幾何看起來像是使用坐標將幾何問題轉變為代數問題的一種擴展或技術改良，將數種特例轉變為更一般的例子。尤利烏斯·普呂克對二次曲面及「線幾何」的詳細研究，為以更一般之概念工作的幾何學家提供了許多豐富的例子。
彭賽列與史坦納的研究並沒有打算要用來擴展解析幾何，但現在的投影空間是透過引進公理化而被理解的。因此，重新公式化早期對投影幾何的研究，以使其符合現今的嚴格標準顯得有點困難。即使只是在投影平面的情況下，公理化的過程可能也會導致無法透過線性代數描述的模型。
這個時期的幾何學多集中在以擴展現有技術及運用不變量理論來研究一般代數曲線，主要幾何學家有阿爾弗雷德·克萊布希、波恩哈德·黎曼及馬克思·諾特（Max Noether）等人。到了18世紀末，代數幾何義大利學派突破傳統的研究題材，進入需要更高深技術之領域。
到19世紀後半，投影幾何的研究變得不那麼流行，雖然文獻極為龐大。在記數幾何中有一些重要的成果，尤其是Schubert所作的研究，現在被視為陳類的理論，用來表示格拉斯曼流形的代數拓撲。
保羅‧狄拉克為了發展量子力學的概念，研究過投影幾何，並將其作為量子力學之基礎，雖然他公布的成果總是以代數形式呈現。與本條目有關的一篇文章與一本書籍，請見此一部落格網頁 （页面存档备份，存于），裡面亦包含狄拉克於1972年在波士頓對一般大眾演講投影幾何的章節，但沒有具體提及投影幾何在物理學之應用。

## 描述
投影幾何比歐氏幾何及仿射幾何的限制較小。投影幾何本實上是個非度量幾何，獨立於任何度量結構之外。在投影變換下，重合結構及投影調和共軛間的關係會被保持。投影列是一維的基礎。投影幾何公式化了透視圖裡其中一個基本原則：平行線會相交於無窮遠，且因此那麼繪圖。實際上，投影幾何可以被想成是歐氏幾何的延伸，每條線的「方向」都可看成這條線有個額外的「點」，且方向的「水平線」亦可被視為一條「線」。因此，兩個平行線因為具有相同的方向，會相交於一水平線上。
方向可被理想化成無窮遠點，而水平線也可被理想化成無窮遠線。接下來，所有的無窮遠線則都會位於無幅遠平面上。不過，無限是一個度量的概念，因此純粹的投影幾何並沒有在這個意義下選出任何一個點、線或平面，那些在無窮遠的點線面亦如其他的點線面一般看待。
因為歐氏幾何包含於投影幾何之內，幾何投影具有較簡單的基礎，所以在歐氏幾何內的一般結論在投影幾何內可以用更清晰的方式達成，像是在歐氏幾何裡不同但相似的定理，在投影幾何的架構下即可能可以一齊處理。例如，平行線與非平行線不須個別看待，可以任意選出一些投影平面作為理想平面並利用齊次坐標將其放至「無窮遠處」。
其他非常重要的性質還包括笛沙格定理與帕普斯定理。在三維以上的投影空間內，可透過建構方式來證明笛沙格定理，但在二維空間裡，則必須另外假定。
依據笛沙格定理與其他公理，可幾何地定義出代數的基本運算。這會產生一個滿足體公理的運作，但乘法的交換律還必須依據帕普斯定理。其結果，每條線的每個點都可以與一加上一額外元素 ∞ 的體 F 內之元素一一對應，使得r∞ = ∞、−∞ = ∞、r+∞ = ∞、r/0 = ∞、r/∞ = 0、∞−r = r−∞ = ∞（其中，r 為F內的任一元素）。不過，0/0, ∞/∞, ∞+∞, ∞−∞, 0∞ and ∞0則仍然沒有定義。
投影幾何還含括於圓錐曲線的完整理論，該科目已在歐氏幾何下得到很好的發展。能夠將雙曲線與橢圓想成兩者只差在雙曲線跨過了無窮遠線，這點有著很明確的好處；而拋物線則是與同一條線相切。所有圓錐曲線的圖形都可以視為通過兩個在(複數坐標上)無窮遠線的點之圓錐曲線。因為坐標不是「解析」的，所以可以選擇固定的一條線與兩個線上的點，並將所有通過這些點的圓錐曲線之線性系統作成研究的基本物件。這個方法被證實對有才來的幾何學家來講，非常有吸引力，並讓該領域被徹底地挖掘過了。這個方法的一個例子，請見亨利·弗雷德里克·貝克所著的多卷專著。
存在許多投影幾何，可被區分成「離散」與「連續」兩種：離散幾何由有限或無限可數的點所組成，而連續幾何則有無窮不可數個點。
唯一一個零維的投影幾何是一個點。一維的投影幾何由一個至少有3個點的線所組成。代數運算的幾何建構不能在上述兩個例子裡實現。在二維投影空間裡，因為沒有笛沙格定理，而有著豐富的結構。

法諾平面是擁有最少點及線的投影平面。

依Greenberg等人於1999年所述，最簡單的二維投影幾何為法諾平面，其中每條線有3個點，一共有7個點及7條線，並具有下列共線性：
- [ABC]
- [ADE]
- [AFG]
- [BDG]
- [BEF]
- [CDF]
- [CEG]

以齊次坐標表示，A = (0,0,1)、B = (0,1,1)、C = (0,1,0)、D = (1,0,1)、E = (1,0,0)、F = (1,1,1)、G = (1,1,0)，或以仿射坐標表示，A = (0,0)、B = (0,1)、C = (∞)、D = (1,0)、E = (0)、F = (1,1)、G = (1)。在笛沙格平面的仿射坐標在指定於無窮遠點（在此例子中為 C、E 及 G）可以數種方式定義。
依標準表示法，有限投影幾何可標示PG(a,b)，其中：
a 指投影（或幾何）維度，及
b 比一條線上所有的點之數量少一（稱為該幾何的序）。
因此，上述僅有7個點的例子可標示為PG(2,2)。
「投影幾何」一詞有時用來指廣義化下之抽象幾何，且有時則指有廣泛興趣的特定幾何，如可透過運作齊次坐標分析之平面空間的度量幾何，以及可能被嵌入歐氏幾何之平面空間的度量幾何（因此被稱之為延伸歐氏平面）。
所有投影幾何具有的基本性質為一「橢圓」重合性質，即在投影平面內任何兩條不同的線 L 與 M 均會相交於唯一一個點 P。在解析幾何中平行線這個特例則可被歸納入有一條無窮遠線通過 P 此一較調和之形態。因此在這個理論中，無窮遠線是條與其他條線相同的線：沒有任何特別或可區分之處。（在愛爾蘭根綱領的精神下，有個變換群可將任何線變換成無窮遠線。）
橢圓幾何、歐氏幾何及雙曲幾何的平行性質可對比如下：
| 給定一條線 l 及一個不在線上的點 P， |    |                                  |
| 橢圓幾何                            | ： | 不存在一條通過 P 的線與 l 不相交 |
| 歐氏幾何                            | ： | 恰存在一條通過 P 的線與 l 不相交 |
| 雙曲幾何                            | ： | 存在多條通過 P 的線與 l 不相交   |
橢圓幾何的平行性質是理解投影對偶性之原則的重要概念，亦可能是所有所有投影幾何共同擁有的最重要性質。

## 對偶性
1825年，约瑟夫·熱爾崗納（Joseph Gergonne）指出投影平面幾何所具有的對偶性原理：給定該幾何的一定理或定義，將「點」與「直线」互換，「位於」與「通過」互換，「共線」與「共點」互換，「相交」與「相接」互換，則會產生另一個定理或有效之定義，稱之為第一個定理或定義的「對偶」。在三維投影空間裡，點與平面間也存在著對偶關係，允許任何定理將「點」與「平面」互換，「包含」與「包含於」互換。更一般性地，對一 N 維投影空間，R維與 N-R-1 維的子空間對偶。當 N=2 時，即為最常見的點與線之對偶。對偶性原理亦由讓-維克托·彭賽列獨立發現。
要證明一維度具有對偶性，只需證明該維度之公理的對偶均為有效之定理即可。因此，對3維投影空間，即需要證明(1*)每個點均位於至少3個不同的平面上、(2*)每兩個平面決定一條唯一的線，以及(3*)若平面 P 與 Q 的交線與平面 R 與 S 的交線共面，則平面 P 與 Q 的交線與 Q 與 S 的交線亦為共同（假設平面 P 與 S 不同於 Q 與 R）。
實際上，對偶性原理允許在兩個幾何建構間找到一個「對偶關係」。最有名的例子為在圓錐曲線（二維）或二次曲面（三維）內的兩個圖形之極性與互反性。一個普通的例子為對一同心圓球的對稱多面體進行極軸變換，可得到其對偶多面體。

## 投影幾何之公理
任何給定的幾何都可以由一組合適的公理推導出來。投影幾何以「橢圓平行」公理為其特徵，該公理表示任何兩個平面總是會相交於唯一的線；或在平面上，任何兩條線總是會相交於唯一的點。換句話說，在投影幾何裡，不存在平行線或平行平面。投影幾何有許多種公理。

### 懷海德的公理
這些公理由懷海德於《投影幾何之公理》（The Axioms of Projective Geometry）一書中寫出，有兩個類型（點與線）及一個點與線間的「重合」關係。其公理為：
- G1：每條線均包含至少3個點。
- G2：每兩個點 A 及 B 能決定一條唯一的線 AB。
- G3：若線 AB 與 CD 相交，則線 AC 與 BD 也會相交（其中，假設A與D不同於B與C）。

每條線被假定為須包含至少3個點的理由在於要排除部分退化的例子。滿足這三個公理的空間不是至少有一條線，就是在除環上某個維度的投影空間，亦或為非笛沙格平面。
可以增加更多的公理來限制維度或坐標環。例如在考克斯特所著的《投影幾何》（Projective Geometry）中，引用了上述維布倫的3個公理，再加上其他5個公理，讓維度為3，且坐標環為特徵不為2的交換體。

### 使用三元關係的公理
可以透過假定一三元關係得出其公理，該三元關係以[ABC]標示三個(不一定不同的)點共線。投影幾何的公理亦可以此關係得出如下：
- C0: [ABA]
- C1：若 A 與 B 兩點使得 [ABC] 且 [ABD]，則 [BDC]。
- C2：若 A 與 B 是兩個點，則存在第三個點 C，使得 [ABC]。
- C3：若 A 與 C 是兩個點，B 與 D 也是，且 [BCE]、[ADE]，但不 [ABE]，則存在一點 F 使得 [ACF] 及 [BDF]。

對兩個不同的點 A 與 B，線 AB 定義為由所有具 [ABC] 性質之點 C 所組成。如此一來，公理 C0 與 C1 可推導出 G2；C2 可推導出 G1，且 C3 則可推導出 G3。
線的概念可擴展至平面或高維子空間。一個子空間 AB...XY 可以被遞歸地定義成包括所有線 YZ 上的點，其中 Z 為 AB...X 內的點。共線則可擴展成「重合」關係。假設集合 {A, B, ..., Z} 內的元素互相獨立，則 [AB...Z]，若 {A, B, ...,Z} 是子空間 AB...Z 的最小生成子集。
投影公理可以添加更多公理，以限制該空間的維度。最小維度取決於是否存在一個所需大小的獨立集合。對於最小維度，其條件可以下列等價的方式敘述。一個投影空間：
- (L1) 至少零維，若該空間至少具有1個點。
- (L2) 至少一維，若該空間有至少2個不同的點（並因此有一條線）。
- (L3) 至少二維，若該空間有至少3個不共線的點（或兩條線，或一條線及一個不在線上的點）。
- (L4) 至少三維，若該空間有至少4點不共面的點。

最大維度亦可以類似的方式來決定。一個投影空間：
- (M1) 至多零維，若該空間沒有一個以上的點。
- (M2) 至多一維，若該空間沒有一條以上的線。
- (M3) 至多二維，若該空間沒有一個以上的平面。

以此類推。有一個普遍定理（公理(G3)的必然推論）敘述，所有共面的線均相交，一個極為基礎的原理，投影幾何原來即已內含的性質。因此，性質(M3)可等價敘述為所有線均相交。
通常可假設投影空間至少是二維的。在一些情況下，如專注於投影平面上，可假定(M3)或其等價敘述成立。

### 投影平面之公理
在重合幾何裡，大多數作者會將法諾平面 PG(2,2) 作為最小有限投影平面。可達成此一要求的公理系統如下：
- (P1) 任意兩個不同的點位於唯一的線。
- (P2) 任意兩條不同的綫相交於唯一的點。
- (P3) 存在至少4個點，其中沒有3個點會共線。

考克斯特的《幾何學入門》（Introduction to Geometry）內有5個公理，給出投影平面更為嚴格的一種概念。該概念由Bachmann提出，在上述公理之上加入帕普斯定理（排除掉非笛沙格平面），並不包含在特徵為2之體上的投影平面（那些平面不符合法諾公理）。以此方式給出的侷限平面，更加接近實投影平面。

## 另見
- 投影線
- 投影點
- 投影平面
- 投影空間
- 重合
- 交叉比例
- 莫比乌斯变换
- 投影變換
- 齐次坐标
- 对偶性 (射影几何)
- 射影几何基本定理
- 投影配置
- 完全四線形
- 德萨格定理
- 帕普斯六边形定理
- 帕斯卡定理
- 翻转环定理
- 約瑟夫·韋德伯恩
- 雙重代數
- 有限射影几何

## 註記
1. ↑  Ramanan 1997, p. 88
2. ↑  Coxeter 2003, p. v
3. 1 2 3 4  Coxeter 1969, p. 229
4. ↑  Coxeter 2003, p. 14
5. ↑  Coxeter 1969, pp. 93, 261
6. ↑  Coxeter 1969, pp. 175–262
7. ↑  Coxeter 2003, pp. 102–110
8. ↑  
Coxeter 2003, p. 2
9. ↑  Coxeter 2003, p. 3
10. ↑  Coxeter 2003, pp. 14–15
11. ↑  Veblen 1966, pp. 16, 18, 24, 45
12. ↑  Bennett 1995，pg. 4, Beutelspacher & Rosenberg 1998，pg. 8, Casse 2006，pg. 29, Cederberg 2001，pg. 9, Garner 1981，pg. 7, Hughes & Piper 1973，pg. 77, Mihalek 1972，pg. 29, Polster 1998，pg. 5 and Samuel 1988，pg. 21 among the references given.
13. ↑  Coxeter 1969, pp. 229–234

## 外部連結
- Projective Geometry for Machine Vision （页面存档备份，存于） — tutorial by Joe Mundy and Andrew Zisserman.
- Notes （页面存档备份，存于） based on Coxeter's The Real Projective Plane.
- Projective Geometry for Image Analysis （页面存档备份，存于） — free tutorial by Roger Mohr and Bill Triggs.
- Projective Geometry. （页面存档备份，存于） — free tutorial by Tom Davis.
- The Grassmann method in projective geometry （页面存档备份，存于） A compilation of three notes by Cesare Burali-Forti on the application of exterior algebra to projective geometry
- C. Burali-Forti, "Introduction to Differential Geometry, following the method of H. Grassmann" （页面存档备份，存于） (English translation of book)
- E. Kummer, "General theory of rectilinear ray systems" （页面存档备份，存于） (English translation)
- M. Pasch, "On the focal surfaces of ray systems and the singularity surfaces of complexes" （页面存档备份，存于） (English translation)